# Diaporthe orthoceras
Diaporthe orthoceras är en svampart som först beskrevs av Elias Fries, och fick sitt nu gällande namn av Nitschke 1870. Diaporthe orthoceras ingår i släktet Diaporthe och familjen Diaporthaceae.  Arten är reproducerande i Sverige. Inga underarter finns listade i Catalogue of Life.